# Шатијон (Рона)
Шатијон (фр. Châtillon) насеље је и општина у источној Француској у региону Рона-Алпи, у департману Рона која припада префектури Вилфранш сир Саон.
По подацима из 2011. године у општини је живело 2189 становника, а густина насељености је износила 204,39 становника/km². Општина се простире на површини од 10,71 km². Налази се на средњој надморској висини од 216 метара (максималној 334 m, а минималној 199 m).

## Демографија
| 1962. | 1968. | 1975. | 1982. | 1990. | 1999. | 2011. |
| ----- | ----- | ----- | ----- | ----- | ----- | ----- |
| 1.075 | 1.211 | 1.381 | 1.446 | 1.591 | 1.873 | 2.189 |

График промене броја становника у току последњих година